# 엘리자베스 돌
엘리자베스 돌(Mary Elizabeth Hanford "Liddy" Dole, 1936년 7월 29일 ~ )은 미국의 여성 정치인이다.
노스캐롤라이나주 출신이며, 듀크 대학교 졸업 후 하버드 대학교로 진학하여 교육대학원에서 교육학 석사와 하버드 로스쿨에서 법무박사(J.D.) 학위를 취득했다. 정부에서 일하다가 상원의원 밥 돌과 만나게 되어 1975년 그의 두 번째 부인으로 결혼했다. 남편의 정치 활동을 돕는 동시에 1983년 ~ 1987년 연방 교통부 장관, 1989년 ~ 1990년 연방 노동부 장관으로 재직했다. 1991년 ~ 1999년 미국 적십자사 총재로 활동했다. 1996년 남편 밥 돌이 공화당 대통령 후보로 나서자 남편의 대통령 선거 운동을 도왔으나, 적십자사 총재의 신분으로 적극적인 활동을 하지는 않았다. 미국의 유명 여성 정치인으로 2000년 대통령 선거에서 유력한 후보로 거론되었으나, 선거에 나서지 않았다. 2002년 노스캐롤라이나주에서 연방 상원의원으로 당선되어, 이미 상원의원으로 활동한 바 있는 남편에 이어 미국에서는 최초로 부부가 모두 상원의원 선거에 본인의 힘으로 당선되는 기록을 세웠다. 2008년 재선에서 민주당 후보 케이 헤이건에게 패해 낙선했다.

## 역대 선거 결과
| 선거명      | 직책명                          | 대수  | 정당   | 득표율 | 득표수      | 결과 | 당락                           |
| ----------- | ------------------------------- | ----- | ------ | ------ | ----------- | ---- | ------------------------------ |
| 2002년 선거 | 상원의원 (노스캐롤라이나 제2부) | 108대 | 공화당 | 53.56% | 1,248,664표 | 1위  | 노스캐롤라이나주 상원의원 당선 |
| 2008년 선거 | 상원의원 (노스캐롤라이나 제2부) | 111대 | 공화당 | 44.18% | 1,887,510표 | 2위  | 낙선                           |